# Neoproterozoik
Neoproterozoik je geološka era koja je trajala prije 1000 do 542 milijuna godina. Posljednja era eona Proterozoik dodatno je podijeljena u tri perioda, Tonij, Kriogenij i Ediakarij. Najizraženija ledena doba dogodila su se za vrijeme Kriogenija, kada se led protezao do ekvatorijalnih područja, pretvarajući naš planet u Snježnu Zemlju. Najstariji fosili višestaničnih organizama i prvih životinja datiraju iz perioda Ediakarija.

## Geologija
Početkom Neoproterozoika superkontinent Rodinija, koji je nastao u kasnom Mezoproterozoiku, nalazio se u ekvatorijalnom području. Tijekom Tonija dogodilo se rasjedanje Rodinije u više manjih kopnenih masa. Raspored kopnenih masa uz ekvator možda je krivac za širenje ledenih kapa. Vjeruje se da je ledeno doba koje je zahvatilo Zemlju u jednom trenutku bilo toliko izraženo da se led protegnuo do ekvatora. Ta razdoblja poznata su pod alternativnim nazivom Snježna Zemlja.

## Paleobiologija
Nakon otkrića fosila trilobita, amonita i sličnih životinja iz razdoblja Kambrija, paleontolozi su počeli otkrivati još starije fosile prvih višestaničnih organizama. Uskoro je otkriveno postojanje ekosistema starijeg od Kambrijskog. Zbog tih otkrića znanstvenici su počeli definirati Neoproterozoik kao zasebnu eru. 
U doba Neoproterozoika malo se tadašnjih životinja čini precima današnjih. Većina životinja imala je oblik lista, diskova, vlasulja, koralja i oklopljenih životinja nepoznatog porijekla. Danas su te neobične životinje poznate pod grupnim nazivom Ediakarijska biota. Neki znanstvenici danas traže sličnosti između tih pradavnih životinja i današnjih, dok drugi ne vjeruju da postoji ikakva sličnosti i smatraju da su to predstavnici nepoznatih vrsta životinja.

## Kraj ere
Kraj ere je bio u periodu Ediakarija ali i dan danas ne postoji konsenzus oko njegovog naziva. Ruski znanstvenici nazivaju taj period Vendijskim, kineski Sinijanskim dok australski i sjevernoamerički nazivaju Ediakarijskim. Razmirice su riješene 2004. godine kada je Međunarodna Unija Geoloških Znanosti ratificirala naziv Ediakarij. Razdoblje u kojem je trajao Ediakarij trajalo je od prije 630 do 542 milijuna godina. Ediakarij je jedini period Proterozoika čije su granice definirane biologijom a ne stratigrafijom.

## Vanjske poveznice
|  | Zajednički poslužitelj ima još gradiva o temi Neoproterozoik |